# Migas

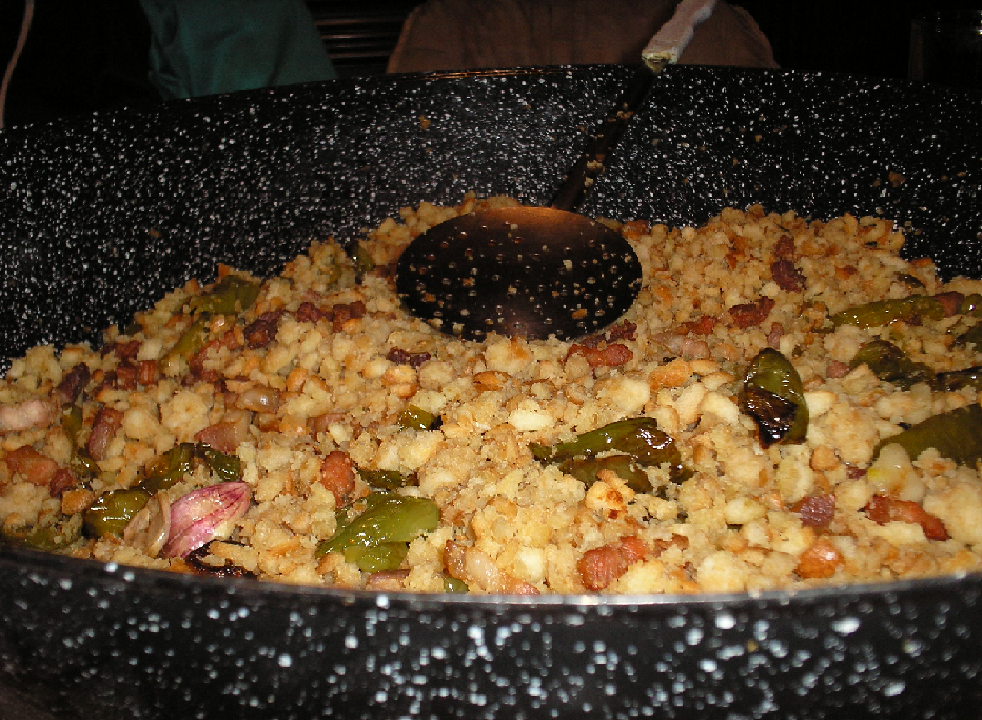
Migas manchegas

Las migas, migas ruleras o migas de pastor son una preparación culinaria de España y Portugal habitual de la gente que se dedica a la trashumancia española. Se elabora principalmente con pedazos de la miga de pan tostado acompañados de carnes y verduras picadas. Existen variantes populares que se preparan con harina de trigo, como las denominadas migas de harina, típicas del sureste español. Este plato puede ser encontrado en gran parte del territorio de la península ibérica, e incluso en ciertos lugares de Hispanoamérica, concretamente aquellos que recibieron una notoria colonización e inmigración de españoles provenientes de Extremadura, como por ejemplo el Eje Cafetero colombiano o el norte de México. Las migas es posible tengan su origen en el tharid musulmán tan apreciado en la culinaria andalusí; en los territorios cristianos de la reconquista se elaboraba con pan, y se le acompañaba con pequeñas porciones de grasa de cerdo frita (torreznos) para distinguir a los comensales como cristianos viejos. La preparación se ha extendido con el devenir de los tiempos a lo largo de toda la península ibérica. Se ha vinculado tradicionalmente a la alimentación de pueblos nómadas y oficios trashumantes, así como desayuno habitual de las milicias españolas en las Academias Militares y sobre todo ampliamente consumidas en la actividad cinegética.
Antaño eran parte de la alimentación cotidiana (generalmente servidas como desayuno), poco a poco se han ido transformando en un plato de frecuencia semanal. Su uso ha pasado desde una elaboración fundamentalmente pastoril a plato de tasca y fonda. Desde finales del siglo XX es frecuentemente elaborado y servido como una pequeña tapa en los bares, perdiendo su entorno típicamente rural. La popularidad del plato en ciertos lugares de la cocina española hace que se celebren concursos anuales de elaboración y degustación de  migas a lo largo de la geografía, generalmente en ocasiones de festividad. Se sirven por regla general calientes, pudiendo ser ellas mismas un plato o un acompañamiento. Se suelen acompañar de un vaso de vino.

## Historia

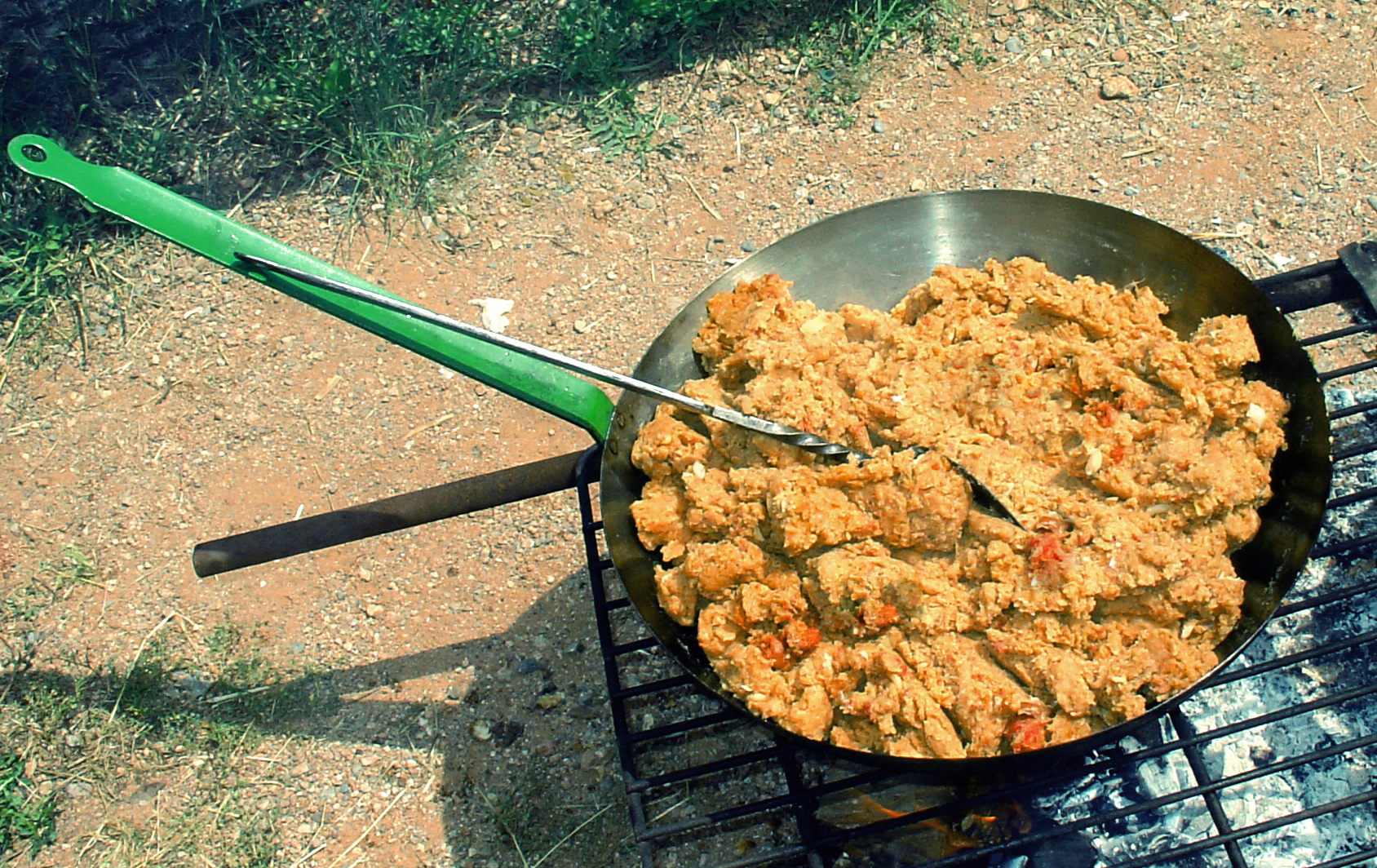
Migas andaluzas en las que se muestra una sartén especial de mango largo que ayuda a su preparación.

Los romanos llegaron a Hispania cuando los pueblos celtíberos ya consumían pan fermentado. A pesar de ello no consta el uso del pan como ingrediente en las preparaciones culinarias de los pueblos prerromanos. Una de las primeras referencias a reparaciones similares cuyo ingrediente sea el pan migado, o laminado, se encuentran en la cocina del imperio romano en la que se elaboran rebanadas de pan mojado que se saltean con grasa y fragmentos cárnicos diversos, estas pueden ser las preparaciones precursoras de las randillas y de las torrijas. El puls y las gachas legionarias romanas pueden haber sido precursoras, pero aunque sean preparaciones con pan no recuerdan a las migas en su aspecto final.
La invasión árabe de la península ibérica permite la entrada de nuevas formas de cocinar y manipular el pan. Una de las referencias más antiguas a una preparación similar es el tharid unos ensopados que, según la tradición musulmana, era el plato preferido del profeta Mahoma, siendo mencionado documentalmente en un hadiz. Este es el precursor de las migas procedente de la cocina andalusí según algunos autores. No eran un plato popular, sino un ofrecimiento a visitantes distinguidos. El tharid era considerado un plato distinguido entre las clases altas del Al-Ándalus, muy extendido por el imperio. El manuscrito almohade traducido por el arabista Ambrosio Huici Miranda menciona diversas formas de elaborarlo, en el que se sumergen migas de pan candeal en un estofado con pedazos de carne de cordero. La mezcla se dejaba cocer hasta alcanzar una consistencia espesa. En este manuscrito del siglo XII se menciona el alcuzcuz con migas de pan. Estas migas de pan candeal vaporizadas en el alcuzcucero y amasadas con grasa animal o aceite de oliva, tratadas en calor. pueden ser una primera aproximación a las migas españolas.
En el siglo XII el médico árabe Avenzoar (Ibn Zuhr) da consejos de salud en el Kitāb al-Ağḏiya (titulado: Libro de los Alimentos) sobre una preparación culinaria en las que las migas de pan se fríen en aceite, aconseja que la fuente de calor que tuesta las migas sea intensa removiendo el contenido de la sartén para que sea más digestivo, y que la humedad proporcionada al pan provenga de la leche. Tras esta referencia documental andalusí, y tras la caída del imperio en la península ibérica ya no figura más en los tratados culinarios medievales y renacentistas. Los tratados de culinaria sefardí no reflejan plato con migas de pan. El llibre de Sent Soví menciona la elaboración de sopas que se inundan de abundantes lascas de pan candeal. 

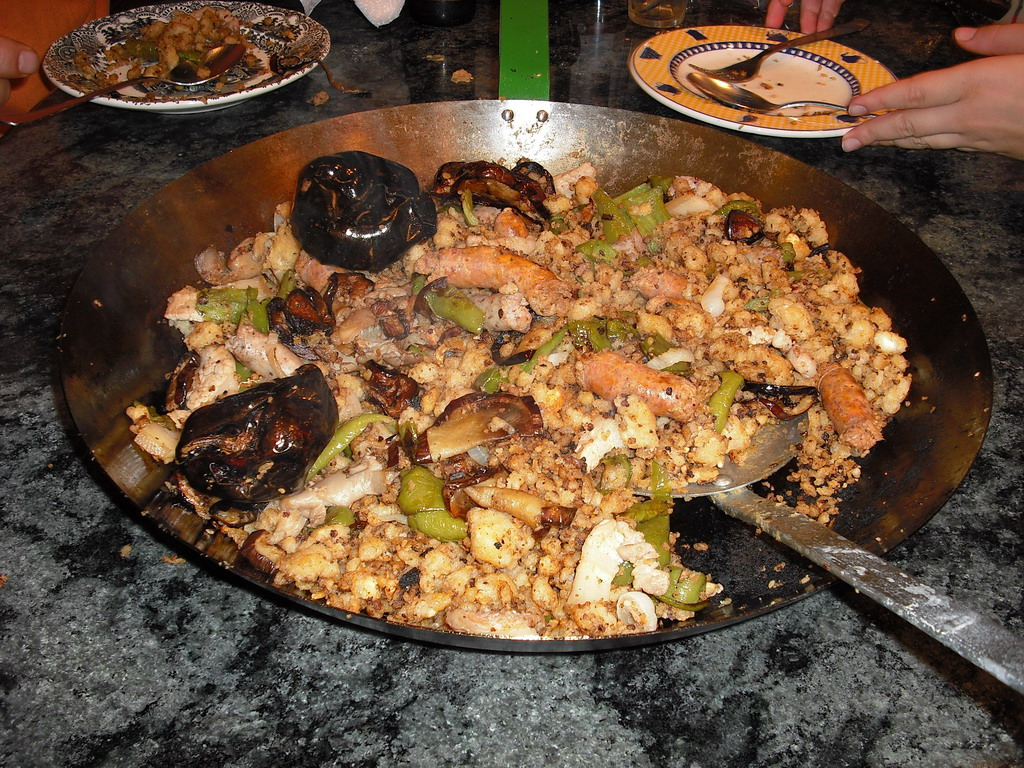
Gachasmigas, típicas de la Región de Murcia

El pimentón (pimientos secos) apareció por primera vez en la cocina española en la vega de Plasencia recién llegado de América. Pero es probable que el primer pimentón se obtuviese en la comarca de la Vera (Cáceres) a partir de pimientos introducidos en el siglo XVI por monjes jerónimos del Monasterio de Yuste. Monjes jerónimos llevaron al Monasterio de La Ñora en Murcia pimientos rojos tipo bola en la misma época. Es posible que hasta mediados del siglo XVII no se introdujese en los embutidos: chorizo, lomo, magras. Y es de suponer que este rojo ingrediente se incluyera en las migas precisamente por esta época entre finales y mediados del siglo XVII.
No fue hasta el siglo XVI, cuando el cocinero de Felipe II, Francisco Martínez Motiño menciona un plato de migas de pan de pastores elaboradas con grasa de venado, dando recetas de las denominadas migas de gato. En los orígenes de Castilla, desde su época vaccea y posteriormente durante la Reconquista, las sopas de pan y las migas pastoriles fueron el sustento básico de las familias de los agricultores, establecidos en los primeros núcleos de población estable situados al norte de la frontera del Duero y de los ganaderos trashumantes pertenecientes al concejo de la Mesta que descendían al sur del Duero en busca de pastos. Los pastores de las montañas del norte del Duero divulgaron de esta forma su propia cocina de campaña fundamentada en las migas pastoriles, y la caldereta de cordero en sus recorridos por las vías pecuarias en busca de pastos de invierno.

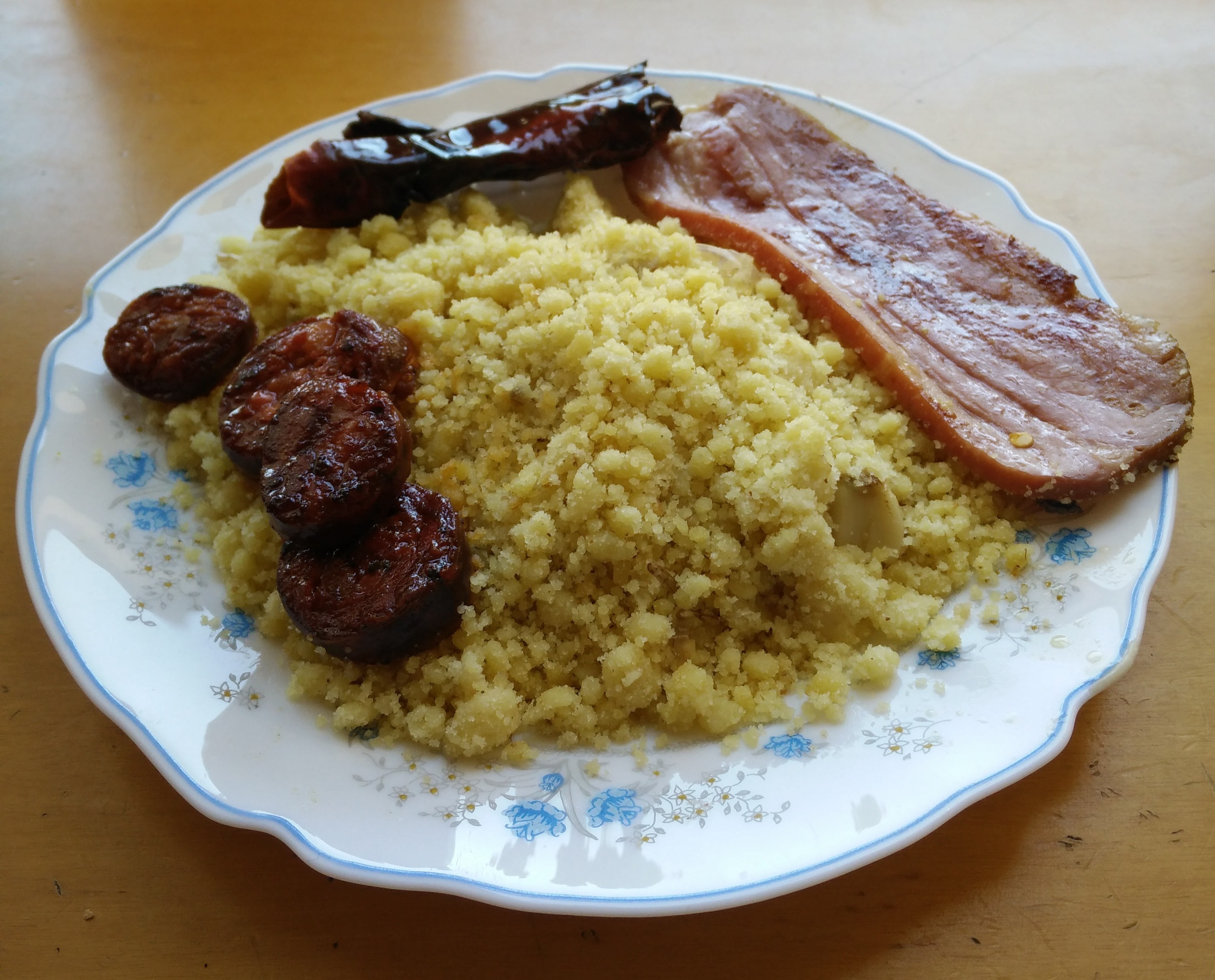
Migas de sémola, populares en Almería

Las migas de la cocina ibérica permanecen en el olvido culinario de los recetarios de cocina desde el siglo XVII hasta que llegados a finales del XIX, comienzos del siglo XX, cuando la escritora Emilia Pardo Bazán publica algunas recetas en su obra «Cocina Española Antigua y Moderna». Emilia recoge y da autoría a algunas recetas clásicas, entre ellas describe las migas de la academia. Las migas mencionadas por Emilia corresponden a las servidas regularmente en la Academia Militar de Toledo, reivindicando el uso culinario de las mismas en las cocinas de las academias militares españolas, como un alimento típico de la milicia española hasta finales del siglo XIX. Con anterioridad a este periodo de silencio algunos autores las mencionan, como es el caso de Antonio Salsete en su libro El Cocinero Religioso (nombre completo: El cocinero religioso instruido en aprestar las comidas de Carne, Pescado, Yerbas y Potages a su comunidad) escrito entre los años 1611 y 1745. Pero en este espacio de tiempo la ausencia es notable, viajeros con afición a la gastronomía no las mencionan en sus anotaciones, tal es el caso de Alejandro Dumas en su libro «De París a Cádiz», así como tampoco lo menciona el tratadista Giménez Fornesa en su popular tratado de cocina de mediados del siglo XIX. El gastrónomo Ángel Muro las menciona brevemente como una curiosidad culinaria en su Practicón.

## Características

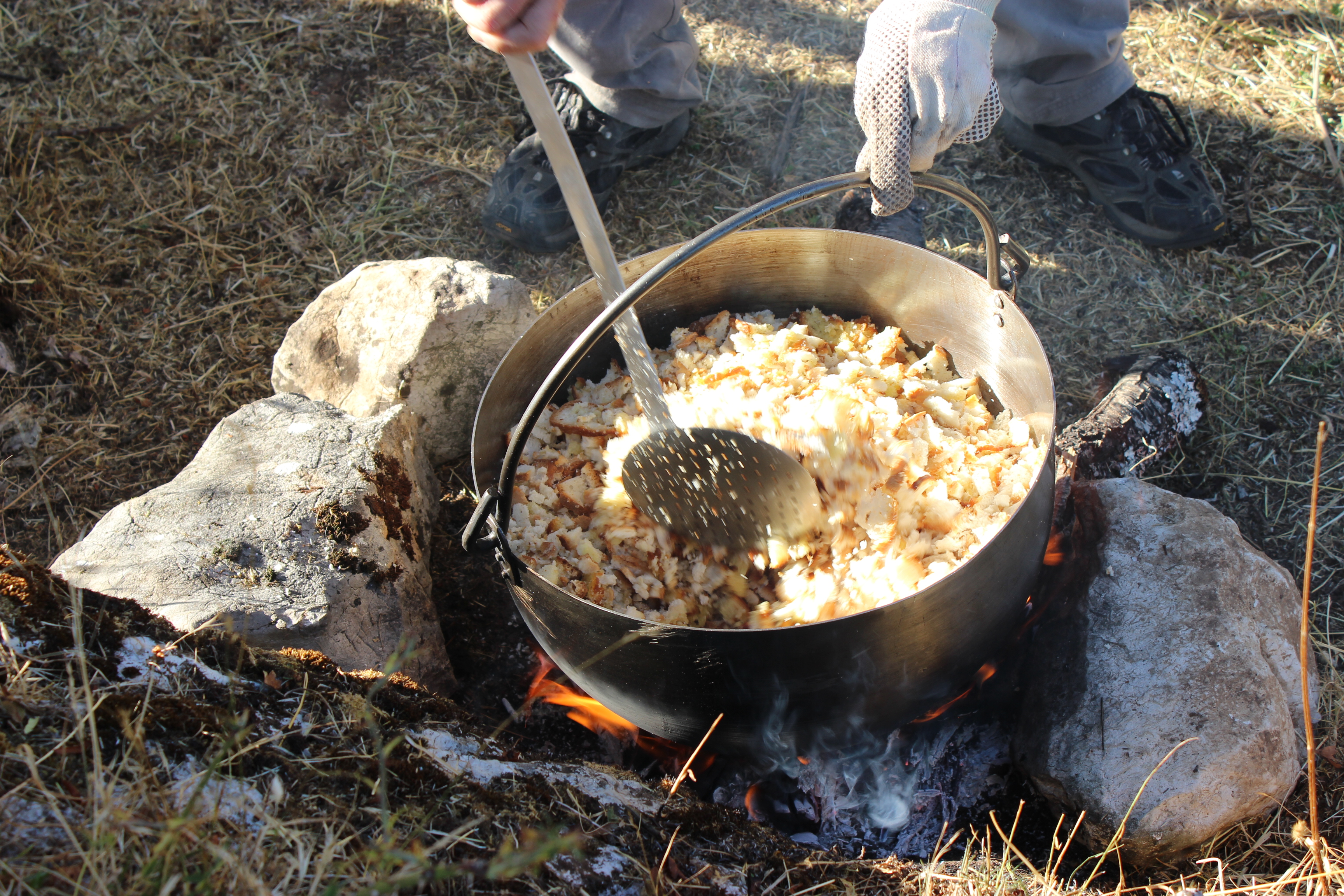
Migas leonesas

En su versión más sencilla, consisten en sofreir con ajos y aceite de oliva los trozos de pan duro, previamente humedecidos en agua, hasta que se doren. Se acompañan de una gran variedad de alimentos salados o dulces. Entre los salados son típicos los huevos fritos, torreznos, longaniza, chorizos fritos, pimientos fritos, sardinas, pepino etc. Constituyen una comida completa, en la que se toman generalmente con salado y, opcionalmente, se puede tomar otro plato de migas acompañado de algo dulce. Entre los dulces son típicos la uva, la mandarina y la granada (Punica granatum).

### Ingredientes

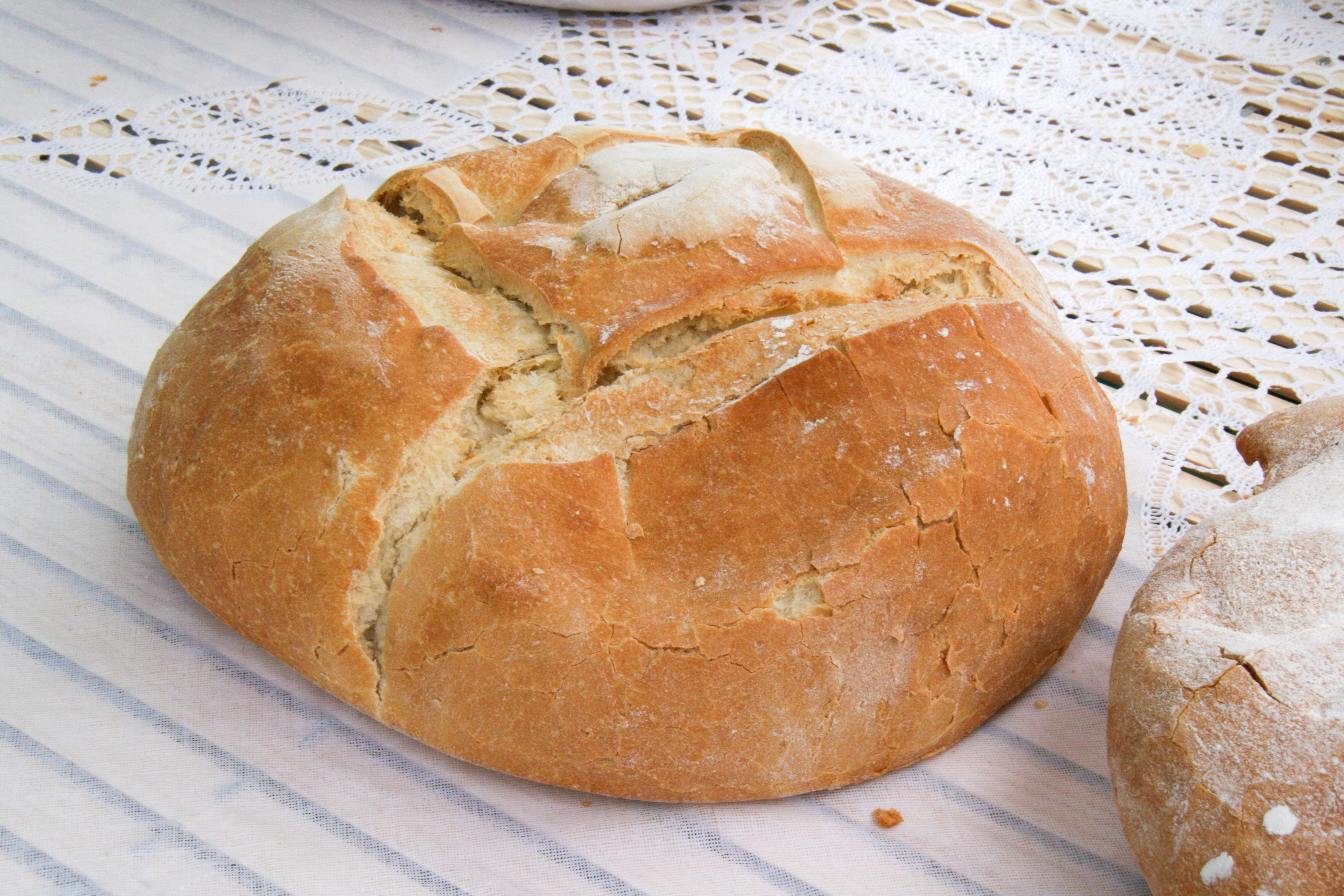
El pan es uno de los principales componentes de las migas

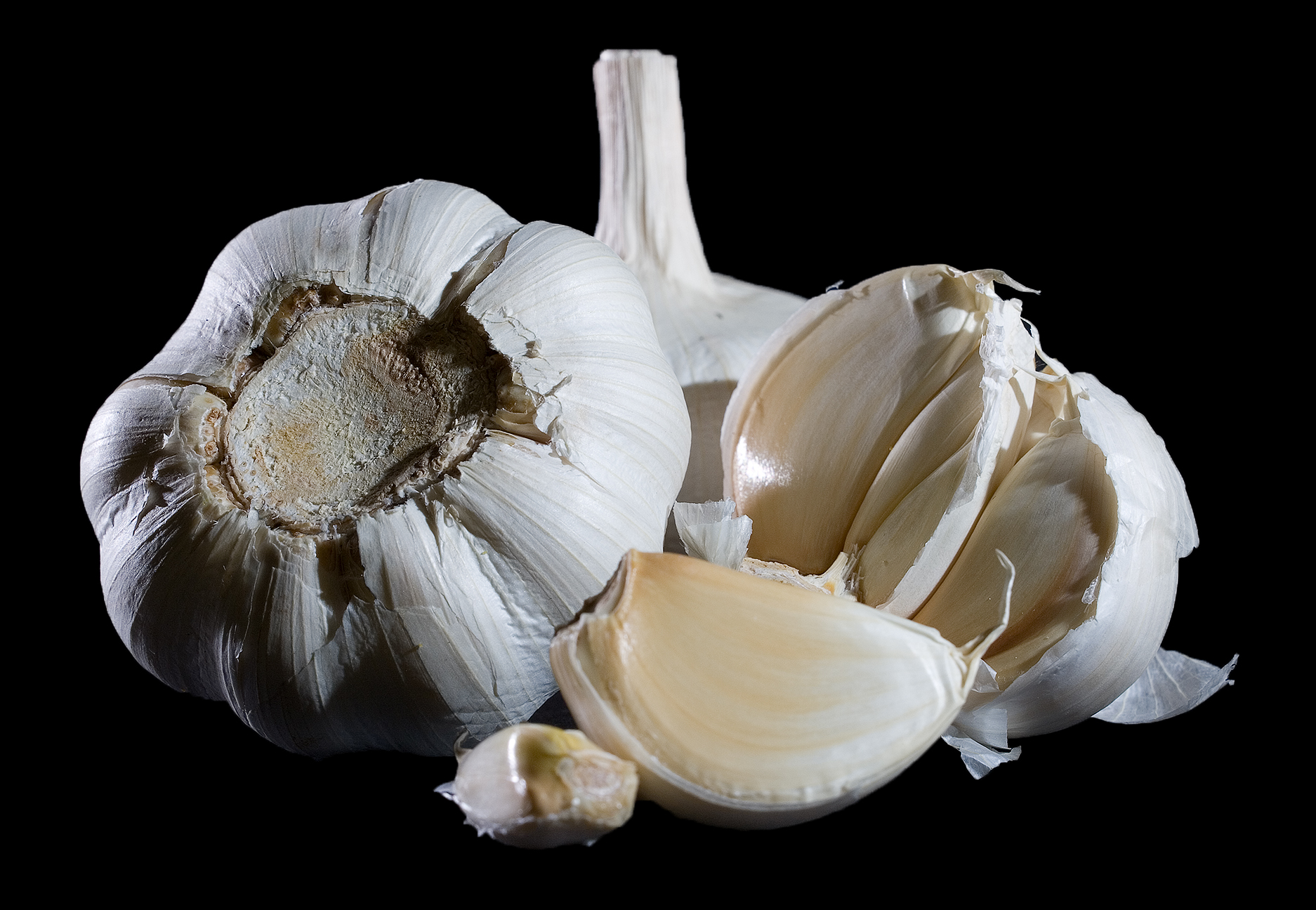
El ajo está presente en la mayoría de las preparaciones.

Los ingredientes de acompañamiento (denominadas en algunas zonas como engañifa) suelen caer entre una de estas categorías: 
- Matanza del cerdo: chorizos en rebanadas, tocino, longanizas, morcillas, magra y asadura fritas. Estos alimentos suelen colocarse desmenuzados en el centro de las migas con el objeto de que pasen parte de la grasa a las migas calientes.
- Pescados: generalmente cocidos en pimentón. Pueden ser asados: sardinas, boga, jurel, etc. o pescados fritos de cualquier clase. bacalao en salazón y arenques.
- Hortalizas: pimientos verdes fritos, pimientos secos fritos, pimientos asados y presentados en vinagre, lechugas, habas crudas, rábanos, cebolletas y ajos asados y fritos. Por regla general la patata suele considerarse poco en las migas.
- Frutas: generalmente cítricos (naranjas, mandarinas, granadas) y uvas. En algunos casos se incluyen uvas pasas.
- Caldos: que suelen ser calientes, siendo el más común el de carne. Fríos: agua vinagre y recientemente gazpacho.
- Otros ingredientes: Con una especie de guiso y nabos realizados el día anterior. Aceitunas de mesa: tanto verdes como negras, enteras o partidas. Se elaboran con chocolate.[22] En el caso de ciertas migas no es de extrañar que se añada azúcar. Los ingredientes aromáticos habituales son comino majado, tomillo, orégano, alcaravea, canela (caso de las migas de Moratilla).

Estos ingredientes con que se elaboran las migas van determinados principalmente por las estaciones del año, por la disponibilidad, y por el poder adquisitivo de las familias. Las familias pudientes suelen añadir ingredientes de precio elevado (carne y pescado), el empleo de chorizos y tocinos en casos de cocinas más modestas. Las migas se consumen habitualmente, por lo general una vez por semana, principalmente en invierno y cuando el tiempo está lluvioso.

### El pan - Cereales
El pan es la materia prima de las migas. El pan necesita de una transformación mecánica para ser convertido en migas. Generalmente cortando el pan en rebanadas (empleando si se desea una garlopa de cocinero o una moderna mandolina), pero hay otras técnicas más básicas como el migado a mano. Aunque también puede ser cortado en pequeños dados. La calidad del pan es un aspecto decisivo en la elaboración de las migas, y suele realizarse con pan candeal. Generalmente los panes con mayor densidad de miga funcionan mejor a la hora de elaborar las migas, las hogazas son mejores que las tiernas baguettes. Se puede sobar o prensar las migas según el gusto local. El empleo de pan rallado se desaconseja ya que las migas deben tener un tamaño de varias decenas de milímetro aproximadamente. 
Las migas se suelen elaborar con productos del trigo (generalmente pan) a veces mezclando harina de trigo y panizo (harina de maíz), aunque también se elaboraban de trigo y panizo solo, en épocas de penuria de cebada y centeno. Este tipo se denomina migas, y es muy popular en Torrox (provincia de Málaga). Desde finales del siglo XX suelen hacerse con harina de sémola de trigo duro. Otras variantes son las migas de pan y las de patatas. Pero lo más importante de las migas es el un amplio espectro de alimentos finamente picados que se emplean en su acompañamiento.

### Acompañantes cárnicos
Las migas humedecidas convenientemente se suelen tostar, asar o freír en un medio graso. Es costumbre emplear la grasa animal para esta operación, siendo la tradicional en algunas partes de España la grasa de cordero. Las migas se asan con la grasa del cordero (generalmente la grasa de riñonada), aunque igualmente se utilizan los entresijos, o manteca de cerdo, tocino fundido. En algunas zonas (del sur de la península) se emplea igualmente aceite de oliva como medio graso.
Suele emplearse en la elaboración los trozos de cerdo y sus derivados (compango), siendo poco habitual el empleo de carnes de ave. Acompañan pedazos (menudencias) de cordero, carnero, oveja o cabrito. A veces, dependiendo del lugar, se suele incluir conejo o liebre. En casi toda España se incluyen los productos de la matanza del cerdo bien sean chacinas, embutidos o fiambres. entre los pescados, los más habituales son las sardinas ceciales (secadas al aire), aunque se suele añadir igualmente bacalao.  

### Acompañamientos vegetales

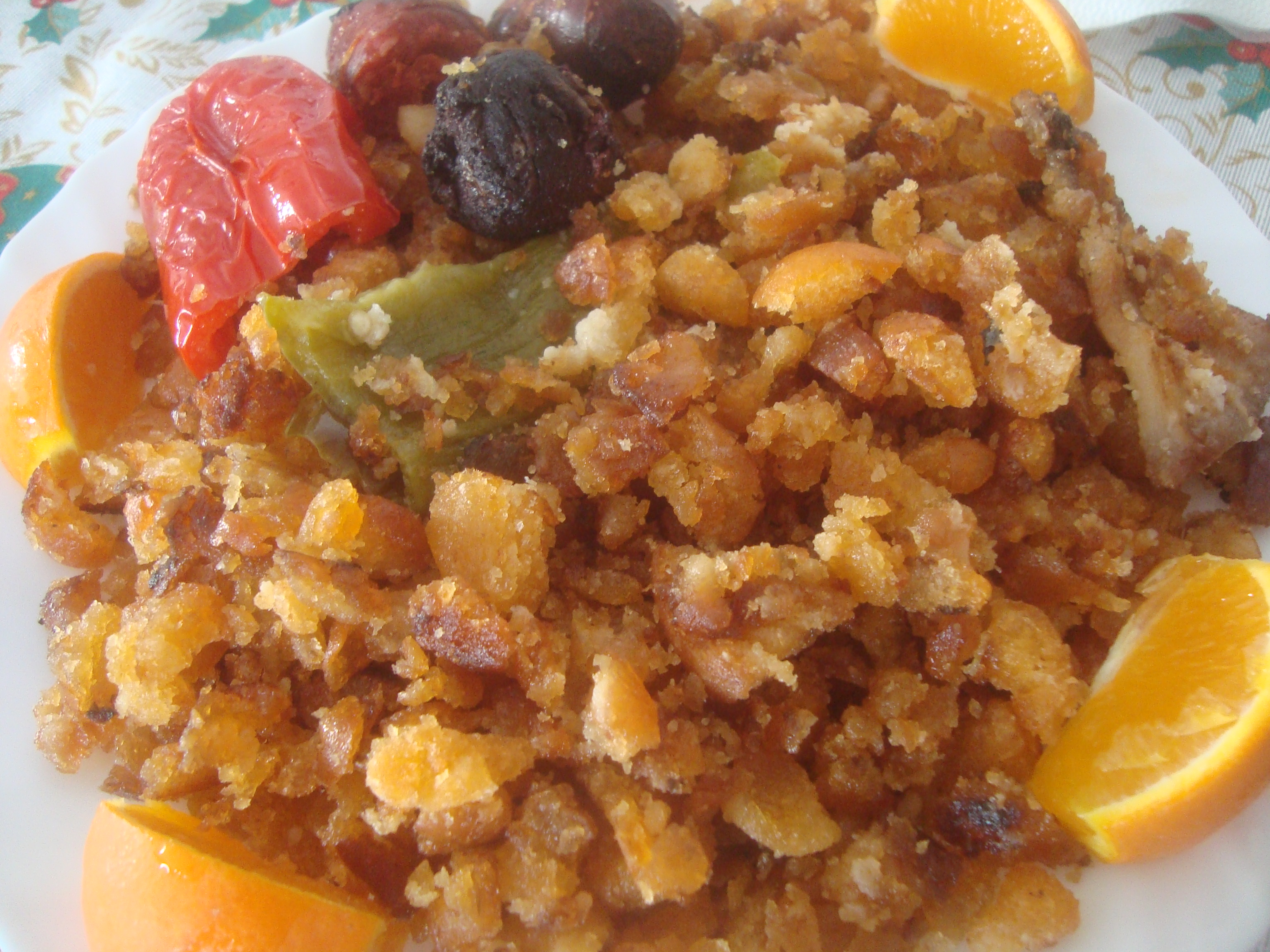
Las Migas, plato típico de la cocina española.

Se suelen emplear para añadir humedad a la presentación final. Uno de los elementos más repetidos es el ajo, del que se suele usar en menor o mayor abundancia. Es también frecuente el empleo de pimientos asados (rojos o verdes). Aunque se pueden ver casos en los que se añaden tomates (incluso en salsa). dependiendo de la temporada se incluyen setas. En la provincia de Huelva se suelen hacer con patata.  Suele acompañarse de frutas del tiempo, tales como uvas de la región, cítricos diversos como pueden ser naranjas. 

### Instrumentos
Las migas se elaboran en una sartén o en un caldero. Es preferible el empleo de recipientes de materiales de hierro o acero, evitando aquellos que se elaboran en barro o tierra.  Se emplean aquellos recipientes en los que se permite remover continuamente las migas mientras se le aplica una fuente de calor de intensidad media-alta. Es costumbre mencionar que se ha realizado "una sartén de migas". Se prefiere remover con tenedores de madera (cucharón), antes de hacerlo con lo de metal, permitiendo que se remuevan violentamente durante varios minutos.   

## Costumbres
Las migas, elaboradas durante la vendimia con migas de pan frito, ajos, tocino y chorizo, entre otros, acompañadas de uvas. Al ser un plato tradicional, existen numerosas variantes en función de la zona. En algunos sitios se les añade pimentón, con lo que quedan de color rojo; en otros se añade a la sartén el acompañamiento, generalmente en forma de torreznos, panceta, longaniza o chorizo; hay variantes en las que el pan no se remoja, y las migas quedan enteras, cuando se humedecen, por efecto de la cocción, se quedan redonditas. No obstante, en la zona de Aragón o la Mancha, el pan se corta finamente picado y alargado; un trabajo laborioso y artesanal, la navaja ha de estar bien afilada, el pan sentado, es decir, del día anterior y una buena dosis de paciencia. Al final, las migas estarán sueltas y seguirán con su forma inicial.

### Servir
Se pueden tomar con uvas (contraste del salado de los ingredientes de las migas con la dulzura de la uva), aunque también hay gente que las acostumbra tomar con pepino, melón, mandarina, etc. En algunas zonas de la Mancha y de Andalucía, se sirven generalmente como una tapa. Actualmente, poca gente sigue usando el método de la navaja para cortar el pan, puesto que se obtiene el pan ya cortado en panaderías o supermercados. Ahora también es frecuente compañarlas con huevo frito.

## Clases de migas

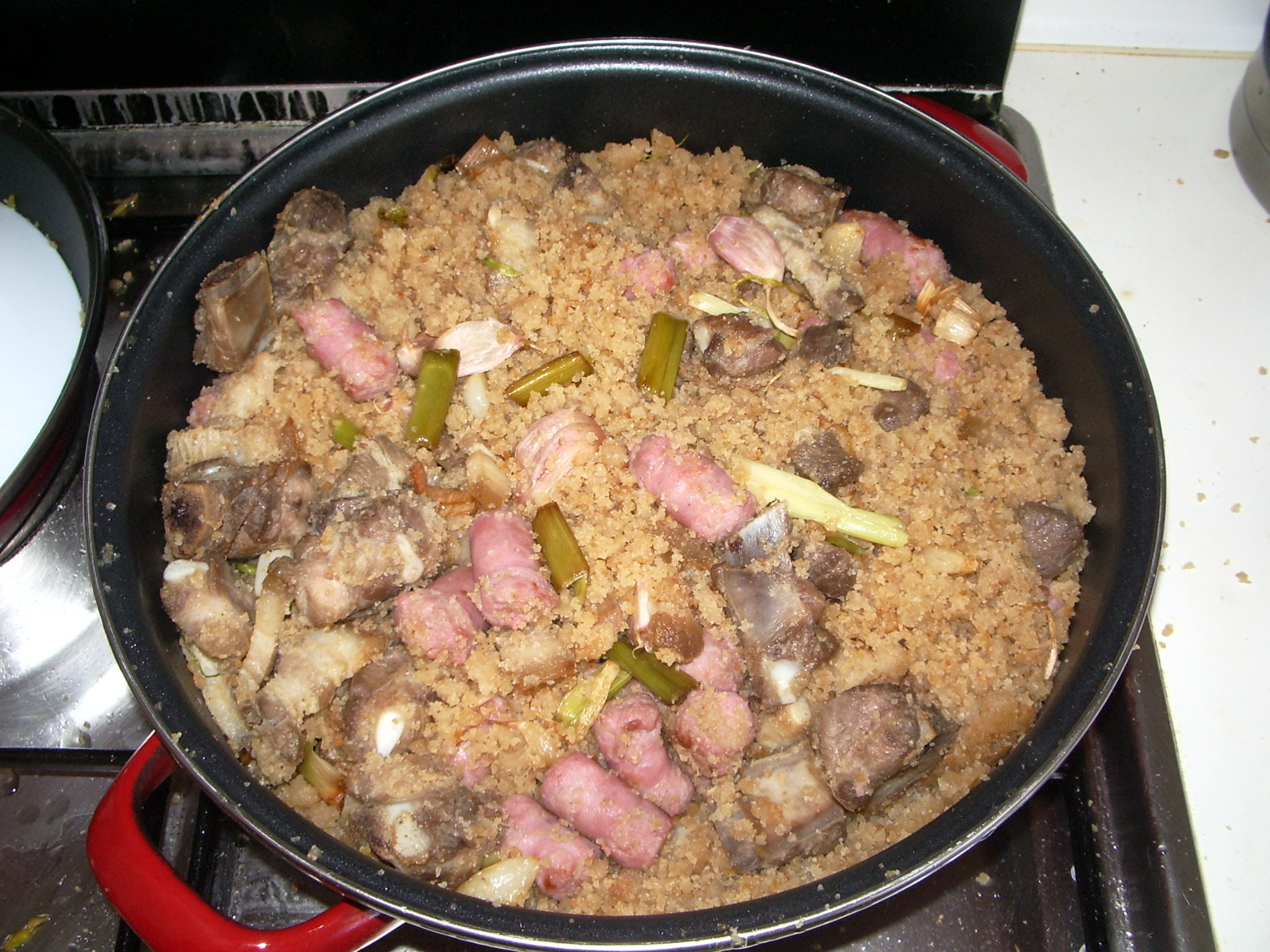
Migas ruleras

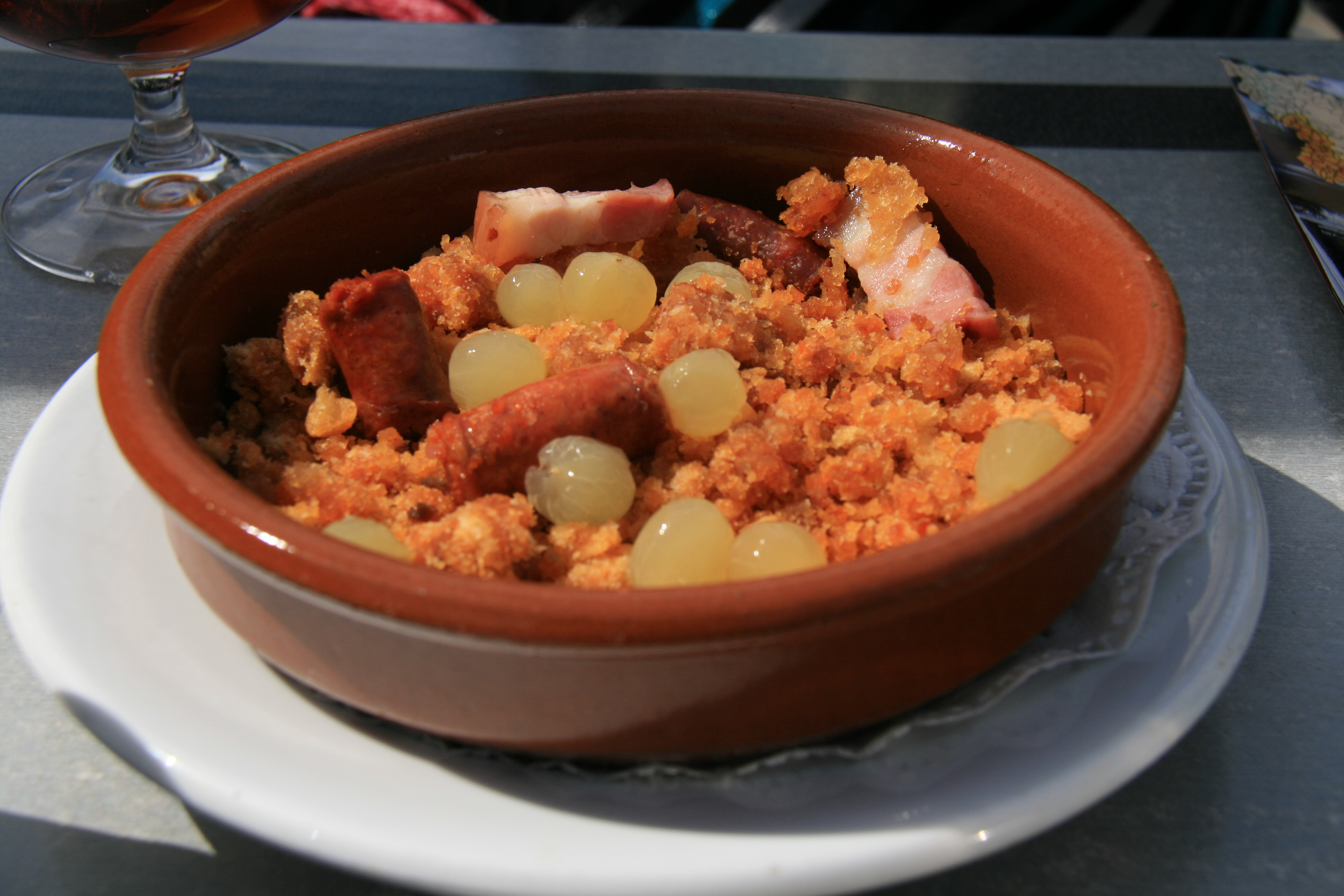
Migas con uvas servidas con una tapa

- Migas manchegas o ruleras: son habituales en la zona de la Mancha. Se elabora con pan muy duro puesto en remojo bastante tiempo, dos o más horas, ajos, aceite de oliva, longaniza, tocino y otros ingredientes de cerdo. Se suele mezclar el pan remojado con un poco de harina. En el aceite donde se han frito los ajos y los "tropezones" se echa la masa de pan remojado y escurrido, y a fuego lento se le va dando vueltas con la rasera hasta que quedan hechas (bien desmigadas) y "melosas". Se llaman ruleras porque una vez hechas ruedan por una superficie no muy inclinada, otros dicen que debido a la cantidad de vueltas que hay que darle. El truco es cocinarlas a fuego lento, tener mucha paciencia y darles muchas vueltas. Es común comerlas con alguna fruta como uva, granada o melón.
- Migas aragonesas: es un plato que tradicionalmente se preparaba en el medio rural. Se hacen con pan duro, longaniza (habitualmente con Longaniza de Graus), tocino fresco de cerdo, cebolla, ajo, pimentón dulce, sal y sebo de cerdo. Se sirven con uvas en el plato, lo que le aporta jugosidad y frescura al plato.
- Migas andaluzas: Se hacen esencialmente con pan duro, aceite de oliva y ajos a los que se le suele añadir matalauva y torreznos. Se suele acompañar de pepino, aceitunas o rábano. También se hacen dulces, añadiendo leche o chocolate. Es un plato que tradicionalmente se preparaba en el medio rural como comida principal. Se trata de un refrito sencillo de ajo, tomate, pimiento y cebolla al que se añade, para aprovecharlo, el pan duro. En sus orígenes las migas eran preparadas en el mismo lugar de trabajo. En la sierra de Cádiz era propio de los corcheros durante la saca de la corcha, de los segadores o los pastores. Eran los mismos hombres quienes preparaban este plato sencillo. Las migas se preparaban en una sartén, y una vez cocidas, los trabajadores se sentaban alrededor y a cucharadas las comían directamente de la sartén.

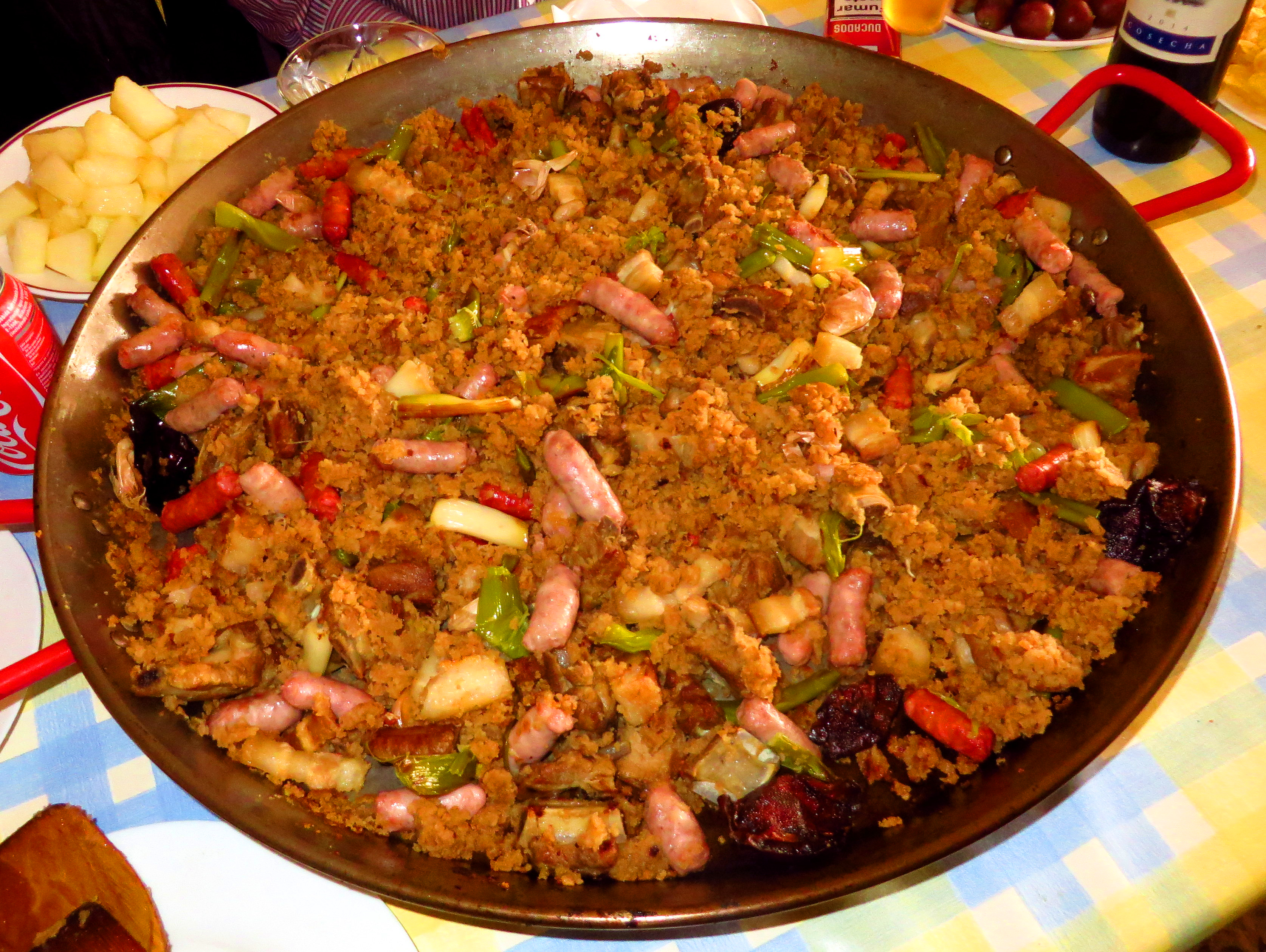
Migas murcianas de pan y harina con todos sus perejiles

- Gachasmigas, Migas murcianas de pan y harina con todos sus perejiles de Andalucía Oriental, Campo de Cartagena y la Región de Murcia: Según la Real Academia Española: "f. pl. Mur. Especie de migas hechas con harina en vez de pan desmenuzado".[25] Son diferentes a las normales, que están hechas con pan duro; Son nombradas como "gachasmigas", y se hacen con harina, agua, aceite (preferiblemente de oliva) y sal, y se le suele añadir, longaniza, salchicha, ñora, tocino a la receta. Es típico comer las migas acompañadas de alguna fruta como la uva, naranja, granadas o incluso con cebolla o aceitunas. En la zona de Archena, se suelen acompañar con acelgas y sardinas de bota o saladas, (Primero cocidas y luego fritas). Se suelen elaborar en invierno y como mejor se comen,  es en un día lluvioso y de matanza del cerdo por vísperas de la Navidad.
- Migas de Almería: se hacen con trigo o sémola y se acompañan con sardinas, boquerones fritos, bacalao, pimientos fritos, pimientos secos fritos, tomate seco, tomate picado, berenjenas fritas, "tajás" (trozos de magra, lomo y tocino fritos), asendría y morcilla frita y chorizo. También se comen con uvas, granadas, habas, rábanos, olivas, ajos tiernos y otras cosas. Es típico comerlas en día lluvioso.[26]

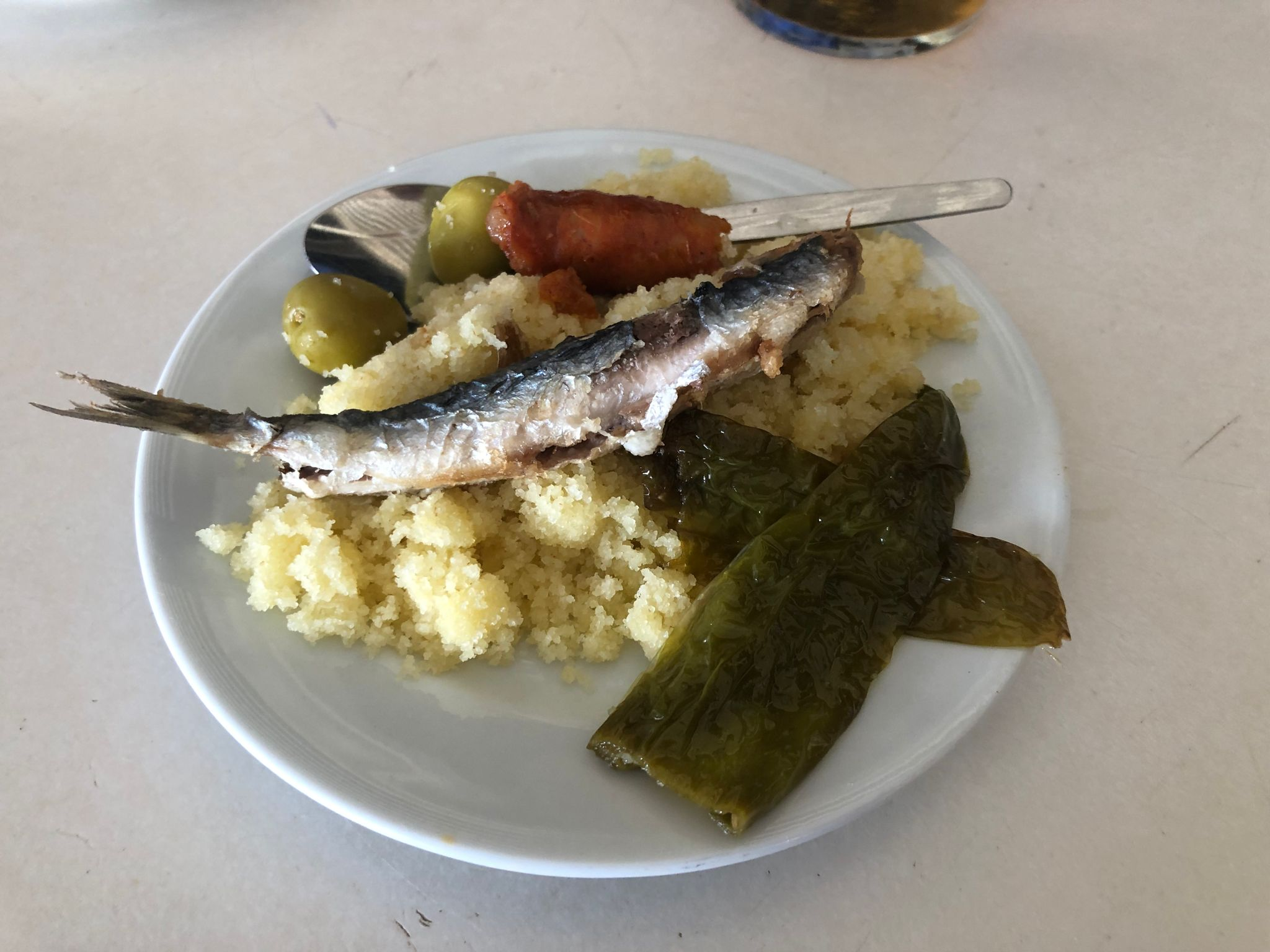
Tapa de migas de sémola

- Migas extremeñas: se elaboran como en Andalucía y La Mancha y se suelen servir acompañadas de tocino, chorizo, pimientos, sardinas, etc.
- Migas a la alentejana: se emplea el pan tradicional del Alentejo, que es de textura fuerte y rígida. La carne de cerdo empleada suele estar mezclada entre costillas y carne magra, toda ella en salazón y suele dejarse en remojo el día antes de su elaboración. El método de cocinado es muy sencillo, se fríen las carnes con tocino y ajo, cuando debido a la fritura están doradas, se deja en la sartén la grasa y se añaden las migas de pan para que se frían un rato. Tienen estas migas portuguesas un parecido a las Açordas.
- Los Turriyones típicos de algunas zonas de la comarca de Aliste (provincia de Zamora) son un plato servido durante los desayunos que acompañan a los periodos de matanza.

## Variantes en otros países
Existen versiones de esta preparación que pueden haber influido en las gastronomías fuera de la península ibérica, algunas de ellas se denominan migas. Algunos casos son:
- Las migas tex-mex, existentes en varias zonas de  Estados Unidos. Estas migas se hacen con huevo revuelto y un desmenuzado de tortillas (tortilla chip).[27]
- Las migas tolimenses o también llamadas "Juan Valerio",[28] existentes en ciertas zonas de Colombia. Estas comprenden de plátano verde (patacón), chicharrón y cebolla larga desmenuzado y revueltos homogeneamente.[29]
- Las migas de arepa, típicas del Eje Cafetero y especialmente del oriente antioqueño; se elaboran con arepas blancas -de harina de maíz blanco- desmenuzadas en pedazos y cocinadas junto con un revuelto de huevos, tomate y cebolla (este revuelto es denominado "perico" en Colombia, Panamá y Venezuela); se suelen tomar como desayuno, acompañadas de hogao como guarnición y café colombiano o chocolate caliente.[30] De las tres recetas mencionadas probablemente es la más similar a las recetas españolas.

Aunque la versión tolimense comparte cierta similitud con las migas españolas, como que llevan carnes y verduras picadas (en este caso chicharrón y cebolla larga respectivamente), varía que en esta receta lleva plátano verde en vez de pan. Sin embargo en la versión estadounidense solo poseen en común la denominación del nombre.

## Tradición popular
La tradición popular establece que las migas sean una comida colectiva. Servida para ser comida entre varios comensales que comparten del contenido de una sartén u olla. Durante el siglo XX se ha venido realizando diversos concursos de migas en diferentes poblaciones de la geografía española, consistentes en una degustación y voto públicos, coincidiendo durante la festividad del municipio. 
Algunas obras de la literatura como Don Quijote de la Mancha (el Quijote de Avellaneda), Lazarillo de Tormes, El Buscón llamando Pablos, Rinconete y Cortadillo y el coloquio de Perros son mencionadas las migas como un alimento de gente campesina. 
Existen diversos refranes, dichos,y coplas en el cancionero popular que aluden a las migas y su elaboración. "Hacer buenas, o malas, migas" es concordar o discordar entre sí en carácter, inclinaciones, etc.  Respecto a la preparación se menciona: "Las migas del pastor, cuanto más vueltas mejor; las del gañan, a las dos vueltas ya están".
En la provincia de Almería existe la tradición de comer este plato los días de lluvia, tradición que podría venir de la época en que no había frigoríficos ni supermercados y las calles estaban sin asfaltar, ya que en aquel entonces se vivía de lo que se recogía en la Huerta o lo que se compraba al día en las pequeñas tiendas de ultramarinos y cuando llovía muchos caminos quedaban anegados y los carros atrancados en el barro, sin que ir andando fuera mucha mejor opción, por lo que ese día se echaba mano de todo lo que había en las despensas: pan duro o harina, matanza, ajos y poco más, y de esa necesidad nació una tradición, que aún hoy día se mantiene.